# Thomas Bischoff
Thomas Bischoff (* 1957 in Lützen) ist ein deutscher Theaterregisseur.

## Leben
Er wuchs in Magdeburg auf und begann beim Theater als Bühnentechniker, dann als Tontechniker, später arbeitete er in den Bereichen Regieassistenz und Regie. Erste Inszenierungen schuf er in Senftenberg mit Stücken Heiner Müllers. Bischoffs Gastinszenierung von Müllers Schlacht in Parchim wurde 1987 von der DDR ausgezeichnet. 
Nach 1989 folgten erste Erfolge im Westen in Köln, Graz, Heidelberg und Mainz. Seit 1997 führt Bischoff regelmäßig an den Münchner Kammerspielen Regie. Bischoffs Leipziger Inszenierung der Weiberkomödie von Heiner Müller wurde 1999 zum Berliner Theatertreffen eingeladen. 
1999 engagierte die Volksbühne am Rosa-Luxemburg-Platz in Berlin Bischoff als Hausregisseur. Hier blieb er bis 2001. Seitdem inszenierte er als freier Regisseur u. a. am Schauspielhaus Düsseldorf, am Staatstheater Hannover und am Deutschen Theater Berlin. Inzwischen auch Tätigkeit für das Musiktheater, so 2009 an der Staatsoper Stuttgart (Bartók, Heiner Müller, Arnold Schönberg).
| Personendaten    | Personendaten              |
| ---------------- | -------------------------- |
| NAME             | Bischoff, Thomas           |
| KURZBESCHREIBUNG | deutscher Theaterregisseur |
| GEBURTSDATUM     | 1957                       |
| GEBURTSORT       | Lützen                     |